# The Challenge XXX: Sucios 30
The Challenge XXX: Sucios 30 (promovido como The Challenge XXX) es la trigésima temporada del reality de competencia de MTV, The Challenge. Fue filmado en Colombia entre mayo y junio de 2017, con exparticipantes de The Real World, Road Rules, The Challenge, y Are You the One? compitiendo. Jonathan Murray, Gil Goldschein, Scott Freeman, y Fred Birckhead fueron los productores ejecutivos, con Ryan Smith y Danny Wascou como coproductores ejecutivos.
Un lanzamiento especial se emitió el 11 de julio de 2017 y la temporada se estrenó el 18 de julio de 2017. La temporada concluyó con un especial/final de reunión de dos partes el 14 y 21 de noviembre de 2017 y un especial detrás de escena de la reunión y la reunión posterior a la fiesta el 28 de noviembre de 2017. También marca una trilogìa de The Challenge por primera vez, seguido de Vendettas y Cálculo Final.

## Elenco
Presentador: T. J. Lavin, BMX rider
| Participantes masculinos    | Programa Original                              | Resultado      |
| --------------------------- | ---------------------------------------------- | -------------- |
| Jordan Wiseley              | The Real World: Portland                       | Ganador        |
| Derrick Kosinski            | Road Rules: X-Treme                            | Segundo Puesto |
| Chris "CT" Tamburello       | The Real World: Paris                          | Tercer Puesto  |
| Hunter Barfield             | Are You the One? 3                             | Episodio 15/16 |
| Tony Raines                 | Real World: Skeletons                          | Episodio 15/16 |
| Johnny "Bananas" Devenanzio | The Real World: Key West                       | Episodio 14    |
| Leroy Garrett               | The Real World: Las Vegas (2011)               | Episodio 13    |
| Dario Medrano               | Are You the One? 2                             | Episodio 11/12 |
| Nelson Thomas               | Are You the One? 3                             | Episodio 11    |
| Cory Wharton                | Real World: Ex-Plosion                         | Episodio 7/8   |
| Chris "Ammo" Ammon Hall     | Real World: Go Big or Go Home                  | Episodio 6     |
| Derrick Henry               | Are You the One? 5                             | Episodio 2/3   |
| Darrell Taylor              | Road Rules: Campus Crawl                       | Episodio 1     |
| Shane Raines                | The Challenge: Batalla de las Líneas de Sangre | Episodio 1     |
| Devin Walker-Molaghan       | Are You the One? 3                             | Episodio 1     |

| Participantes Femeninos | Programa Original                              | Resultado      |
| ----------------------- | ---------------------------------------------- | -------------- |
| Camila Nakagawa         | Vacaciones de Primavera Challenge              | Ganadora       |
| Cara Maria Sorbello     | The Challenge: Carne Fresca II                 | Segundo Puesto |
| Tori Deal               | Are You the One? 4                             | Tercer Puesto  |
| Jenna Compono           | Real World: Ex-Plosion                         | Episodio 15/16 |
| Kailah Casillas         | Real World: Go Big or Go Home                  | Episodio 15/16 |
| Britni Thornton         | Are You the One? 3                             | Episodio 14    |
| Veronica Portillo       | Road Rules: Semester at Sea                    | Episodio 14    |
| Jemmye Carroll          | The Real World: New Orleans (2010)             | Episodio 13    |
| Aneesa Ferreira         | The Real World: Chicago                        | Episodio 11/12 |
| Nicole Ramos            | The Challenge: Batalla de las Lineas de Sangre | Episodio 9     |
| Marie Roda              | The Real World: St. Thomas                     | Episodio 6/7   |
| Briana LaCuesta         | Are You the One? 2                             | Episodio 2/3   |
| LaToya Jackson          | The Real World: St. Thomas                     | Episodio 1     |
| Amanda Garcia           | Are You the One? 3                             | Episodio 1     |
| Simone Kelly            | Are You the One? 1                             | Episodio 1     |
| Ashley Mitchell         | Real World: Ex-Plosion                         | Episodio 1     |

## Formato
El elenco está compuesto por concursantes que han actuado sucio en una temporada o programa anterior. Los elementos principales del juego son los siguientes.
- Misiones diarias: en cada ronda, los jugadores compiten en un desafío. Los desafíos variarán entre los desafíos individuales y de equipo. Los ganadores están a salvo de la eliminación y nominan a un jugador de cada género para la Ronda de Eliminación. Los jugadores con peor desempeño son elegibles para la Doble Cruz. En las primeras etapas del juego, no todos son elegibles para la Doble Cruz, pero aún son vulnerables para ser nominados por el equipo ganador.
- Nominaciones: Los ganadores del partido principal votan abiertamente para nominar a otro jugador de cada género para la ronda de eliminación.
- Rondas de eliminación (Presidio): en el "Presidio", se lleva a cabo el Sorteo "Doble Cruz". Todos los jugadores perdedores de la Misión diaria participan en un sorteo aleatorio. El jugador que dibuja la doble cruz está a salvo de la eliminación y debe nominar a un compañero jugador perdedor de su género en el Presidio. Los ganadores permanecen en el juego, mientras que los perdedores son eliminados.

Al final, solo seis jugadores, 3 hombres y 3 mujeres, compiten en el desafío final. Sin el conocimiento de cada concursante, competirán por una parte de $ 1,000,000, el mayor premio monetario en la historia de The Challenge. El ganador de cada género gana $450,000, el subcampeón gana $35,000 y el tercer lugar se lleva a casa $15,000.
Giros
- Partidos de purga: Algunos desafíos se designan como Purgas, desafíos de muerte súbita donde los perdedores son eliminados inmediatamente.
  - En el desafío de apertura "La Purga", los jugadores compitieron en varias rondas para garantizar su seguridad, eliminando a 3 jugadores de cada género.
  - Los desafíos "La X marca el lugar" y "Serpenteando tu camino de regreso" compusieron la segunda purga del juego. Esta purga reduciría de 10 jugadores, a los 6 finales que enfrentarían el Desafío Final.
- Votaciones: En algunos puntos del juego, los ganadores de la Misión diaria también ganan el poder de votar a uno de los perdedores.
  - En "La Purga", los ganadores de la parte final del desafío tienen que votar 3 de los 4 jugadores perdedores restantes de su género.
  - En "Apagón", el equipo ganador tiene que votar a un hombre y una mujer fuera del juego.
  - En "Traidor", los ganadores individuales votan a un hombre y una mujer fuera del juego.
- Casa de la Redención: Similar a Ex-ile de Batalla de los Exes II, la "Casa de la Redención" ofrece a los jugadores eliminados la oportunidad de volver a entrar en el juego. Periódicamente, los jugadores participan en un juego de redención, con los ganadores regresando al juego, mientras que los perdedores son eliminados oficialmente.

## Desafíos

### Juegos de desafío
- La purga: este desafío se juega en tres fases diferentes. En la primera fase, que es individual, cada jugador debe rodar barriles cuesta arriba. Los cuatro primeros clasificados de cada género están a salvo de la eliminación. En la segunda fase, que se juega como dos equipos, cada equipo debe llevar un par de cañones cuesta arriba. Los jugadores del equipo que ganan son los siguientes en estar a salvo de la eliminación. En la tercera fase, cada jugador restante debe correr hacia un montón de balas de cañón, subirlo a una colina y disparar con su cañón. El primer jugador de cada género en disparar sus cañones es el último en estar a salvo de la eliminación, y elige a tres jugadores (de cuatro) del mismo género para que sean eliminados (y sin que ellos o los otros jugadores lo sepan, sean enviados a la Casa de Redención) 
  - Ganadores de la ronda 1: Bananas, Hunter, Jordan, Derrick K., Kailah, Camila, Aneesa, Tori
  - Ganadores de la ronda 2: Equipo azul (Ammo, Britni, Cara María, Darío, Derrick H., Leroy, Marie, Nelson, Nicole y Veronica)
  - Ganadores de la ronda 3: Cory y Jenna
  - Enviado a Redención: Amanda, Devin, Darrell, LaToya, Shane y Simone
- Enfriar bajo fuego: los jugadores estarán suspendidos a 30 pies sobre el agua mientras están sentados en una repisa contra una pared. De vez en cuando, la pared se inclinará hacia adelante para que sea más difícil permanecer sobre ella. Hay cuerdas de seguridad a lo largo de la pared para permitir que los jugadores se pongan en posición, pero no se les permite agarrarlas una vez que se toca la bocina. El desafío se juega en dos series de seis machos y seis hembras por calor. El resto que no juegue en el calor puede optar por lanzar tomates podridos desde tirachinas estacionarias a sus oponentes. Los dos jugadores masculinos y dos femeninos que duran más en cada serie serán declarados ganadores. Los dos machos y las dos hembras que caigan primero serán los perdedores del desafío y son elegibles para La Doble Cruz. 
  - Ganadores de la ronda 1: Cara Maria, Derrick K., Nelson, Nicole
  - Ganadores de la ronda 2: Bananas, Camila, CT, Tori
- Batalla Campal: los jugadores se dividirán en dos equipos de diez y el desafío se jugará en series masculinas y femeninas. Los equipos comenzarán desde los polos opuestos en la arena con un pasillo estrecho en el medio. Una vez que TJ toca el claxon, los jugadores deben correr por el pasillo hasta el poste del equipo contrario para recuperar cinco anillos que cuelgan de su poste. Al recuperar estos anillos, los equipos deben volver corriendo a su poste inicial y colocar los anillos de sus oponentes sobre ellos. Cada jugador es responsable de agarrar un anillo. El primer equipo en ganar dos series ganará, mientras que el equipo perdedor será elegible para La Doble Cruz. Los dos jugadores no seleccionados para un equipo deberán sentarse fuera del desafío y también serán elegibles para La Doble Cruz.
  - Ganadores: Equipo Verde (Aneesa, CT, Cara Maria, Cory, Dario, Hunter, Leroy, Marie, Tori y Veronica)
- Tesoro de los piratas: los jugadores se colocarán en parejas de hombres y mujeres. El juego se jugará en dos series y una vez que TJ toque la bocina, las parejas deben llevar un cofre de 100 lb a través de una serie de obstáculos para llegar a la línea de meta. Una vez que alcanzan la línea de meta, los jugadores deben abrir sus cofres con un martillo para recuperar una bandera de Jolly Roger que deben izar para levantar un asta de bandera. El primer par en izar su bandera en cada serie gana, mientras que los dos pares inferiores en cada serie serán declarados perdedores y serán elegibles para La Doble Cruz.
  - Ganadores de la parte 1: CT y Cara Maria
  - Ganadores de la parte 2: Nelson y Veronica
- Altibajos: los jugadores deben dividirse en equipos de cuatro con dos hombres y dos mujeres en cada equipo. Los equipos tendrán que colocar treinta logotipos del Desafío en orden cronológico usando pancartas en una viga alta. Un jugador se encargará de colocar los carteles en orden, mientras que los tres compañeros restantes deberán levantarlos por la viga con una cuerda. Los primeros equipos en colocar todos sus logotipos en orden serán declarados ganadores. Los dos equipos de último lugar serán elegibles para la doble cruz.
  - Ganadores: Camila, Cara Maria, CT, Leroy
- Háblame treinta: los jugadores competirán individualmente y serán suspendidos 30 pies en el aire sobre el agua. A los jugadores se les harán una serie de preguntas de trivia relacionadas con sus compañeros de reparto. Si un jugador responde mal una pregunta, recibirá una 'X' en su puntaje, pero si responde correctamente, podrá agregar una 'X' al puntaje de un jugador contrario. Una vez que un jugador tiene tres 'X', estará fuera del desafío. El juego se jugará con calor masculino y femenino. Los primeros cuatro jugadores que golpeen el agua en cada serie serán los perdedores y elegibles para la doble cruz, y los últimos jugadores masculinos y femeninos serán los ganadores del desafío. Los ganadores del desafío también recibirán una escapada para ellos y un amigo.
  - Ganadores: Camila y Tony
- Salvados por la campana: los jugadores se dividirán en cuatro equipos de cuatro. Los equipos deben ir de una plataforma a 30 pies en el aire a la otra plataforma cruzando una serie de campanas. Deben hacerlo mientras otro equipo también compite. Los equipos que terminen más rápido, o con la mayor cantidad de jugadores, serán declarados ganadores. Los tres equipos perdedores serán elegibles para la doble cruz. Los dos jugadores no seleccionados para un equipo deberán sentarse fuera del desafío y también serán elegibles.
  - Ganadores: Camila, CT, Hunter, Kailah
- Apagón: los jugadores se colocarán en tres equipos de cinco. Los equipos se colocarán dentro de una caja de 8x8 oscurecida donde no podrán ver nada. Deben rascar y arañar la pintura de su ventana para revelar los números que desbloquearán una combinación de un pico. Tendrán que usar el pico para escapar de la caja y luego resolver un rompecabezas tridimensional. El primer equipo que resuelva el rompecabezas ganará, mientras que los dos equipos perdedores serán elegibles para la Doble Cruz. El equipo ganador también puede seleccionar un hombre y una mujer para enviar directamente a la Casa de la Redención.
  - Ganadores: Britni, Jordan, Kailah, Tony, Veronica
  - Enviado a Redención: CT y Cara Maria
- Traidor: los jugadores jugarán 600 pies en el aire en la parte superior de un edificio. Compitiendo como individuos, los jugadores deben caminar a través de una barra de equilibrio que sale de un edificio donde hay tres 'X' al final de cada barra, que representan las barras del otro jugador. El primer jugador en alcanzar sus X puede derribar a quien quiera de una viga. Los jugadores masculinos y femeninos más rápidos en completar el desafío ganarán, mientras que todos los jugadores perdedores serán elegibles para la doble cruz. El desafío se jugará en dos series para jugadores masculinos y femeninos. Los primeros jugadores eliminados en cada serie también serán elegibles para ser enviados directamente a la Casa de la Redención por los ganadores.
  - Ganadores: Hunter y Jenna
  - Enviado a la redención: Jordan y Veronica
- La X marca el lugar: como parte del primer desafío en la segunda purga, los jugadores se dividirán en parejas de hombres y mujeres. Una vez que TJ toca la bocina, las parejas deben competir en una agotadora carrera de obstáculos que eventualmente las conducirá a piezas de rompecabezas. Una vez que las parejas recuperen sus piezas de rompecabezas, se separarán como individuos para completar sus rompecabezas. Los dos primeros machos y las dos primeras hembras que completen sus acertijos ganarán su lugar en el desafío final, mientras que los seis jugadores inferiores competirán en el próximo desafío por los dos últimos lugares en el desafío final.
  - Ganadores: Cara Maria, CT, Jordan, Tori
- Serpenteando el camino de regreso: Como parte del segundo desafío en la segunda purga, los jugadores volverán a competir como individuos. Los jugadores estarán colgados de dos cuerdas azules en una estructura a 30 pies sobre el agua. Deben abrirse camino hasta llegar a una cuerda amarilla y deben pasar a ella. Luego deben salirse de la estructura y nadar hacia una boya y envolver su cuerda alrededor de ella. El primer jugador masculino y femenino que ponga su cuerda alrededor de su boya ganará y continuará con el desafío final, mientras que los perdedores serán eliminados permanentemente del juego.
  - Ganadores: Camila y Derrick K.
  - Eliminados: Hunter, Jenna, Kailah y Tony

### Juego de Presidio
- Bolas al muro: los jugadores se colocan en áreas separadas con varillas que sobresalen de las paredes unidas a bolas de metal en el extremo. Los jugadores masculinos competirían con diez bolas mientras que las jugadoras competirían con seis bolas. El primer jugador en arrancar cada bola de la pared antes de que gane su oponente.
  - Jugado por: Cory contra Derrick H., Briana vs. Britni
- El Gran Escape: los jugadores deben subir a la parte superior de una pared de yeso usando clavijas para cavar a través de agujeros ocultos detrás de los círculos marcados. El jugador llega a la parte superior de la pared y arroja el valle de barro en las victorias de su oponente.
  - Jugado por: Kailah vs. Jenna, Ammo vs. Tony
- Estriptis: los jugadores tienen los ojos vendados en el medio de la arena. En su oponente hay parches colocados en varias partes del cuerpo. El primer jugador en lograr un parche gana un punto. Los jugadores masculinos juegan en el mejor formador de 9 rondas, mientras que las mujeres juegan el mejor de 5. El primer hombre con 5 y la primera mujer con 3 victorias.
  - Jugado por: Jordan vs. Ammo, Marie vs. Tori
- Peso muerto: los jugadores deben subir su respectiva escalera y tocar el timbre para ganar. Sin embargo, sus tobillos están unidos a pesas y deben empujarlos a través de paredes rompibles mientras suben. El primer jugador en alcanzar la campana gana.
  - Jugado por: Aneesa vs. Kailah, Cory vs. Hunter
- Alboroto: a los jugadores se les asigna un color antes de estar unidos entre sí, de forma consecutiva, similar a "Back Up Off Me" de Asesinos. Luego, los jugadores tienen que arrastrar a sus oponentes por la rampa de color asignada para ganar un punto. El primer jugador en ganar dos puntos gana.
  - Jugado por: Nicole vs. Britni, Nelson vs. Hunter
- Red de mentiras: los jugadores comienzan en la plataforma superior de una torre de 25 pies, cubierta de redes y cuerdas. El primer jugador en atravesar las redes hasta el fondo, recuperar su bandera, subir de nuevo a la plataforma superior y enganchar su bandera a la pole gana.
  - Jugado por: Dario vs. Tony, Veronica vs. Aneesa
- Chequeo corporal: los jugadores tienen que atravesar una pared con la puerta cubierta de celofán, chocando entre sí, y pasar el uno al otro a un poste donde rodean y pasar directamente por otra puerta de celofán donde se cruzarán nuevamente para tocar un campana. La primera persona que toque el timbre en dos de las tres rondas gana.
  - Jugado por: Leroy vs. Hunter, Jemmye vs. Camila
- El Carrete World: los jugadores se colocan frente a una rueda gigante unida a una cuerda con una bola al final. Luego, los jugadores tienen que saltar sobre la rueda para enrollar la cuerda para que la pelota pase una línea. El primero en enrollar su cuerda y hacer que su bola pase la línea gana.
  - Jugado por: Camila vs. Britni, Derrick K. vs. Bananas

### Desafíos de Redención
- Hombre al agua: los jugadores comenzarán en una plataforma oscilante suspendida a 20 pies sobre el agua. A la señal de TJ, deben hacer lo que sea necesario para empujar a su oponente fuera de la plataforma y al agua. El desafío se jugará en rondas individuales y masculinas con dos rondas clasificatorias y una ronda final. El jugador de cada género que gane la ronda final ganará el desafío y volverá a la competencia. Los seis jugadores perdedores serán eliminados permanentemente del juego.
  - Ganadores: Jenna y Tony
- Verde con envidia: los jugadores deben cenar en una serie de cinco platos repugnantes. Una vez que terminan un plato, deben correr por la montaña y sumergirse en el volcán de lodo para recuperar un toltumo que puede contener una esmeralda o una roca. Si abren su toltumo y reciben una esmeralda, entonces pueden colocarla frente a cualquier plato que deseen evitar y regresar al volcán. Si es una roca, deben comer otro plato para continuar. Los primeros jugadores masculinos y femeninos que terminen los cinco platos volverán al juego, mientras que los jugadores perdedores serán eliminados permanentemente.
  - Ganadores: Aneesa y Hunter
- El desafío final de la redención: los jugadores asomarán sus cabezas a través de agujeros en un tablero de tamaño real para leer un código que proporciona una combinación de un candado que contiene piezas de rompecabezas. Mientras leen el código, los jugadores que todavía están en la competencia los golpearán en la cabeza con mazos para distraerlos. Los primeros dos jugadores masculinos y la primera jugadora femenina en recuperar y completar su rompecabezas volverán al juego, mientras que los perdedores serán eliminados permanentemente.
  - Ganadores: Cara Maria, CT y Jordan

### Desafío Final
Para el desafío final, la competencia se mudó a Salta, Argentina, donde los jugadores competirán por su parte de $ 1 millón. Los jugadores competirán en una serie de puntos de control cronometrados llenos de giros y vueltas impredecibles. Los jugadores del primer lugar recibirán $ 450,000 cada uno, el segundo recibirá $ 35,000 cada uno y el tercero recibirá $ 15,000 cada uno. Para comenzar el desafío final, los jugadores tuvieron la tarea de saltar 20,000 pies de un avión. Luego, los jugadores continuarían durante el curso con la ayuda de pistas de video de TJ.
- Etapa 1: los jugadores deben correr hasta la cima de las ruinas y donar una gema de sal. En la parte superior, los jugadores deben esperar al próximo miembro del sexo opuesto disponible para continuar. Luego deben volver corriendo y donar 30 piedras a la pila de apacheta para detener su tiempo.
- Etapa 2: desde detrás de la línea designada, las parejas deben lanzar su bola en un poste. Después de cada intento fallido, el jugador debe tomar un trago de leche de llama fermentada. Una vez que una pareja ha enganchado su bola, su tiempo se detendrá.
- Hechos sucios # 1: Los ganadores de la Etapa 1 deben asignar a una de las otras parejas una bola extra para lanzar en su poste.
- Etapa 3: la pareja ganadora de la última etapa se separará y elegirá dos nuevos socios. Las parejas competirán para recoger piezas de rompecabezas para completar su tablero. Una vez que se complete el rompecabezas, su tiempo se detendrá.
- La Doble cruz: Los jugadores volverán a competir individualmente y sacarán de la doble cruz. El jugador que tira la doble cruz puede asignar una penalización de tiempo de cinco minutos al jugador de su elección del mismo sexo.
- Etapa 4: los jugadores deben cada carrera para encontrar un emblema en algún lugar del cañón que les permita completar el diseño de un tótem. Para recuperar su emblema, deben subir a la cima del cañón con equipo de escalada. También deben memorizar el patrón en un tótem dentro del curso para completar su rompecabezas. Si el rompecabezas de un jugador es incorrecto, debe volver corriendo al tótem antes de intentarlo de nuevo.
- Etapa 5: los ganadores de la última etapa ahora se separarán y elegirán dos nuevos socios. Cada pareja debe toparse con una estructura ahumada y sentirse alrededor hasta que puedan descubrir la palabra en la pared. Una vez que creen que saben la palabra, deben correr afuera y escribir la palabra en una pizarra. Si la pareja adivina correctamente, su tiempo se detendrá. Si son incorrectos, deben volver a entrar antes de volver a intentarlo.
- Hecho sucio # 2: Los ganadores de la Etapa 5 asignarán a un jugador del mismo sexo a dormir en el suelo toda la noche, mientras que los otros finalistas disfrutarán de una cama cómoda.
- Etapa 6: los jugadores deben ponerse equipo de seguridad y aferrarse a un trineo que es arrastrado por un camión durante el mayor tiempo posible y luego correr a la línea de meta. Si caen prematuramente, deben correr la distancia restante. TJ luego revelaría que no anunciaría a los ganadores hasta la reunión.

- Los ganadores de The Challenge XXX: Sucios 30: Jordan y Camila
  - Segundo lugar: Derrick K. y Cara Maria
  - Tercer lugar: CT y Tori

## Resumen del Juego
| Episodio | Episodio                          | Tipo de Desafió                           | Ganadores  | Ganadores          | Ganadores          | Ganadores          | Salvado                                  | Salvado                                  | N/A                                      | N/A                                      | N/A                                      | N/A                                      | N/A                                      | N/A                                      | N/A                                      | Eliminados                               | Eliminados                               |                                          |
| #        | Desafió                           | Tipo de Desafió                           | Ganadores  | Ganadores          | Ganadores          | Ganadores          | Salvado                                  | Salvado                                  | N/A                                      | N/A                                      | N/A                                      | N/A                                      | N/A                                      | N/A                                      | N/A                                      | Eliminados                               | Eliminados                               |                                          |
| -------- | --------------------------------- | ----------------------------------------- | ---------- | ------------------ | ------------------ | ------------------ | ---------------------------------------- | ---------------------------------------- | ---------------------------------------- | ---------------------------------------- | ---------------------------------------- | ---------------------------------------- | ---------------------------------------- | ---------------------------------------- | ---------------------------------------- | ---------------------------------------- | ---------------------------------------- | ---------------------------------------- |
| 1        | La Purga                          | Individual                                |            | Bananas            |                    | Kailah             | N/A                                      | N/A                                      | N/A                                      | N/A                                      | N/A                                      | N/A                                      | N/A                                      | N/A                                      | N/A                                      | N/A                                      | N/A                                      |                                          |
| 1        | La Purga                          | Individual                                |            | Hunter             |                    | Camila             | N/A                                      | N/A                                      | N/A                                      | N/A                                      | N/A                                      | N/A                                      | N/A                                      | N/A                                      | N/A                                      | N/A                                      | N/A                                      |                                          |
| 1        | La Purga                          | Individual                                |            | Jordan             |                    | Aneesa             | N/A                                      | N/A                                      | N/A                                      | N/A                                      | N/A                                      | N/A                                      | N/A                                      | N/A                                      | N/A                                      | N/A                                      | N/A                                      |                                          |
| 1        | La Purga                          | Individual                                |            | Derrick K.         |                    | Tori               | N/A                                      | N/A                                      | N/A                                      | N/A                                      | N/A                                      | N/A                                      | N/A                                      | N/A                                      | N/A                                      | N/A                                      | N/A                                      |                                          |
| 1        | La Purga                          | 2 equipos de 10                           |            | Equipo Azul        | Equipo Azul        | Equipo Azul        | N/A                                      | N/A                                      | N/A                                      | N/A                                      | N/A                                      | N/A                                      | N/A                                      | N/A                                      | N/A                                      | N/A                                      | N/A                                      |                                          |
| 1        | La Purga                          | Individual                                |            | Jenna              | Jenna              | Jenna              |                                          | Jemmye                                   | N/A                                      | N/A                                      | N/A                                      | N/A                                      | N/A                                      | N/A                                      | N/A                                      |                                          | Simone                                   |                                          |
| 1        | La Purga                          | Individual                                | Amanda     | Jenna              | Jenna              | Jenna              |                                          | Jemmye                                   | N/A                                      | N/A                                      | N/A                                      | N/A                                      | N/A                                      | N/A                                      | N/A                                      |                                          |                                          |                                          |
| 1        | La Purga                          | Individual                                | LaToya     | Jenna              | Jenna              | Jenna              |                                          | Jemmye                                   | N/A                                      | N/A                                      | N/A                                      | N/A                                      | N/A                                      | N/A                                      | N/A                                      |                                          |                                          |                                          |
| 1        | La Purga                          | Individual                                |            | Cory               | Cory               | Cory               |                                          | Tony                                     | N/A                                      | N/A                                      | N/A                                      | N/A                                      | N/A                                      | N/A                                      | N/A                                      |                                          | Devin                                    |                                          |
| 1        | La Purga                          | Individual                                | Shane      | Cory               | Cory               | Cory               |                                          | Tony                                     | N/A                                      | N/A                                      | N/A                                      | N/A                                      | N/A                                      | N/A                                      | N/A                                      |                                          |                                          |                                          |
| 1        | La Purga                          | Individual                                | Darrell    | Cory               | Cory               | Cory               |                                          | Tony                                     | N/A                                      | N/A                                      | N/A                                      | N/A                                      | N/A                                      | N/A                                      | N/A                                      |                                          |                                          |                                          |
| #        | Desafío                           | Tipo de Desafío                           | Ganadores  | Ganadores          | Ganadores          | Ganadores          | Votado                                   | Votado                                   | Titular de XX                            | Titular de XX                            | Traicionado por el Titular               | Traicionado por el Titular               | Juego de Presidio                        | Ganador                                  | Ganador                                  | Perdedor                                 | Perdedor                                 |                                          |
| 2/3      | Enfriar bajo fuego                | Individual                                |            | Derrick K.         |                    | Bananas            |                                          | Cory                                     |                                          | Dario                                    |                                          | Derrick H.                               | Bolas al muro                            |                                          | Cory                                     |                                          | Derrick H.                               |                                          |
| 2/3      | Enfriar bajo fuego                | Individual                                |            | Nelson             |                    | CT                 |                                          | Cory                                     |                                          | Dario                                    |                                          | Derrick H.                               | Bolas al muro                            |                                          | Cory                                     |                                          | Derrick H.                               |                                          |
| 2/3      | Enfriar bajo fuego                | Individual                                |            | Cara Maria         |                    | Camila             |                                          | Briana                                   |                                          | Veronica                                 |                                          | Britni                                   | Bolas al muro                            |                                          | Britni                                   |                                          | Briana                                   |                                          |
| 2/3      | Enfriar bajo fuego                | Individual                                |            | Nicole             |                    | Tori               |                                          | Briana                                   |                                          | Veronica                                 |                                          | Britni                                   | Bolas al muro                            |                                          | Britni                                   |                                          | Briana                                   |                                          |
| 3/4      | Batalla Campal                    | 2 equipos de 10                           |            | Equipo Verde       | Equipo Verde       | Equipo Verde       |                                          | Kailah                                   |                                          | Jemmye                                   |                                          | Jenna                                    | El gran escape                           |                                          | Kailah                                   |                                          | Jenna                                    |                                          |
| 3/4      | Batalla Campal                    | 2 equipos de 10                           |            | Equipo Verde       | Equipo Verde       | Equipo Verde       | Ammo                                     |                                          | Nelson                                   |                                          | Tony                                     |                                          | El gran escape                           | Ammo                                     |                                          | Tony                                     |                                          |                                          |
| 6/7      | Tesoro de los Piratas             | Parejas Masculina/Femenina                |            | Cara Maria & CT    | Cara Maria & CT    | Cara Maria & CT    |                                          | Jordan                                   |                                          | Derrick K.                               |                                          | Ammo                                     | Estriptis                                |                                          | Jordan                                   |                                          | Ammo                                     |                                          |
| 6/7      | Tesoro de los Piratas             | Parejas Masculina/Femenina                |            | Nelson & Veronica  | Nelson & Veronica  | Nelson & Veronica  |                                          | Marie                                    |                                          | Aneesa                                   |                                          | Tori                                     | Estriptis                                |                                          | Tori                                     |                                          | Marie                                    |                                          |
| 7/8      | Altibajos                         | 5 equipos de 4                            |            | Equipo Azul Oscuro | Equipo Azul Oscuro | Equipo Azul Oscuro |                                          | Aneesa                                   |                                          | Nicole                                   |                                          | Kailah                                   | Peso Muerto                              |                                          | Kailah                                   |                                          | Aneesa                                   |                                          |
| 7/8      | Altibajos                         | 5 equipos de 4                            |            | Equipo Azul Oscuro | Equipo Azul Oscuro | Equipo Azul Oscuro | Cory                                     |                                          | Jordan                                   |                                          | Hunter                                   |                                          | Peso Muerto                              | Hunter                                   |                                          | Cory                                     |                                          |                                          |
| 8/9      | Háblame treinta                   | Individual                                |            | Camila             | Camila             | Camila             |                                          | Nicole                                   |                                          | Jenna                                    |                                          | Britni                                   | Alboroto                                 |                                          | Britni                                   |                                          | Nicole                                   |                                          |
| 8/9      | Háblame treinta                   | Individual                                |            | Tony               | Tony               | Tony               |                                          | Nelson                                   |                                          | Jordan                                   |                                          | Hunter                                   | Alboroto                                 |                                          | Nelson                                   |                                          | Hunter                                   |                                          |
| 11/12    | Salvados por la Campana           | 4 equipos de 4                            |            | Equipo Azul Oscuro | Equipo Azul Oscuro | Equipo Azul Oscuro |                                          | Dario                                    |                                          | Jordan                                   |                                          | Tony                                     | Red de mentiras                          |                                          | Tony                                     |                                          | Dario                                    |                                          |
| 11/12    | Salvados por la Campana           | 4 equipos de 4                            |            | Equipo Azul Oscuro | Equipo Azul Oscuro | Equipo Azul Oscuro | Veronica                                 |                                          | Tori                                     |                                          | Aneesa                                   |                                          | Red de mentiras                          | Veronica                                 |                                          | Aneesa                                   |                                          |                                          |
| 12/13    | Apagón                            | 3 equipos de 5                            |            | Equipo Verde       | Equipo Verde       | Equipo Verde       | N/A                                      | N/A                                      | N/A                                      | N/A                                      | N/A                                      | N/A                                      | N/A                                      | N/A                                      | N/A                                      |                                          | CT                                       |                                          |
| 12/13    | Apagón                            | 3 equipos de 5                            | Cara Maria | Equipo Verde       | Equipo Verde       | Equipo Verde       | N/A                                      | N/A                                      | N/A                                      | N/A                                      | N/A                                      | N/A                                      | N/A                                      | N/A                                      | N/A                                      |                                          |                                          |                                          |
| 12/13    | Apagón                            | 3 equipos de 5                            |            | Equipo Verde       | Equipo Verde       | Equipo Verde       | Leroy                                    |                                          | Derrick K.                               |                                          | Hunter                                   | Chequeo corporal                         |                                          | Hunter                                   |                                          | Leroy                                    |                                          |                                          |
| 12/13    | Apagón                            | 3 equipos de 5                            |            | Equipo Verde       | Equipo Verde       | Equipo Verde       | Jemmye                                   |                                          | Jenna                                    |                                          | Camila                                   | Chequeo corporal                         |                                          | Camila                                   |                                          | Jemmye                                   |                                          |                                          |
| 14       | Traidor                           | Individual                                |            | Hunter             | Hunter             | Hunter             | N/A                                      | N/A                                      | N/A                                      | N/A                                      | N/A                                      | N/A                                      | N/A                                      | N/A                                      | N/A                                      |                                          | Jordan                                   |                                          |
| 14       | Traidor                           | Individual                                | Veronica   | Hunter             | Hunter             | Hunter             | N/A                                      | N/A                                      | N/A                                      | N/A                                      | N/A                                      | N/A                                      | N/A                                      | N/A                                      | N/A                                      |                                          |                                          |                                          |
| 14       | Traidor                           | Individual                                |            | Jenna              | Jenna              | Jenna              |                                          | Camila                                   |                                          | Tori                                     |                                          | Britni                                   | El Carrete World                         |                                          | Camila                                   |                                          | Britni                                   |                                          |
| 14       | Traidor                           | Individual                                |            | Jenna              | Jenna              | Jenna              | Derrick K.                               |                                          | Tony                                     |                                          | Bananas                                  |                                          | El Carrete World                         | Derrick K.                               |                                          | Bananas                                  |                                          |                                          |
| 15/16    | La X marca el lugar               | Parejas Masculinas/Femeninas & Individual |            | CT                 |                    | Cara Maria         | N/A                                      | N/A                                      | N/A                                      | N/A                                      | N/A                                      | N/A                                      | N/A                                      | N/A                                      | N/A                                      | N/A                                      | N/A                                      |                                          |
| 15/16    | La X marca el lugar               | Parejas Masculinas/Femeninas & Individual |            | Jordan             |                    | Tori               | N/A                                      | N/A                                      | N/A                                      | N/A                                      | N/A                                      | N/A                                      | N/A                                      | N/A                                      | N/A                                      | N/A                                      | N/A                                      |                                          |
| 15/16    | Serpenteando el camino de regreso | Individual                                |            | Derrick K.         | Derrick K.         | Derrick K.         | N/A                                      | N/A                                      | N/A                                      | N/A                                      | N/A                                      | N/A                                      | N/A                                      | N/A                                      | N/A                                      |                                          | Tony                                     |                                          |
| 15/16    | Serpenteando el camino de regreso | Individual                                | Hunter     | Derrick K.         | Derrick K.         | Derrick K.         | N/A                                      | N/A                                      | N/A                                      | N/A                                      | N/A                                      | N/A                                      | N/A                                      | N/A                                      | N/A                                      |                                          |                                          |                                          |
| 15/16    | Serpenteando el camino de regreso | Individual                                |            | Camila             | Camila             | Camila             | N/A                                      | N/A                                      | N/A                                      | N/A                                      | N/A                                      | N/A                                      | N/A                                      | N/A                                      | N/A                                      |                                          | Jenna                                    |                                          |
| 15/16    | Serpenteando el camino de regreso | Individual                                | Kailah     | Camila             | Camila             | Camila             | N/A                                      | N/A                                      | N/A                                      | N/A                                      | N/A                                      | N/A                                      | N/A                                      | N/A                                      | N/A                                      |                                          |                                          |                                          |
| 16/17    | Desafío Final                     | Parejas Masculinas/Femeninas & Individual |            | Jordan             | Jordan             | Jordan             | 2.º puesto: Derrick K.; 3er puesto: CT   | 2.º puesto: Derrick K.; 3er puesto: CT   | 2.º puesto: Derrick K.; 3er puesto: CT   | 2.º puesto: Derrick K.; 3er puesto: CT   | 2.º puesto: Derrick K.; 3er puesto: CT   | 2.º puesto: Derrick K.; 3er puesto: CT   | 2.º puesto: Derrick K.; 3er puesto: CT   | 2.º puesto: Derrick K.; 3er puesto: CT   | 2.º puesto: Derrick K.; 3er puesto: CT   | 2.º puesto: Derrick K.; 3er puesto: CT   | 2.º puesto: Derrick K.; 3er puesto: CT   | 2.º puesto: Derrick K.; 3er puesto: CT   |
| 16/17    | Desafío Final                     | Parejas Masculinas/Femeninas & Individual |            | Camila             | Camila             | Camila             | 2.º puesto: Cara Maria; 3er puesto: Tori | 2.º puesto: Cara Maria; 3er puesto: Tori | 2.º puesto: Cara Maria; 3er puesto: Tori | 2.º puesto: Cara Maria; 3er puesto: Tori | 2.º puesto: Cara Maria; 3er puesto: Tori | 2.º puesto: Cara Maria; 3er puesto: Tori | 2.º puesto: Cara Maria; 3er puesto: Tori | 2.º puesto: Cara Maria; 3er puesto: Tori | 2.º puesto: Cara Maria; 3er puesto: Tori | 2.º puesto: Cara Maria; 3er puesto: Tori | 2.º puesto: Cara Maria; 3er puesto: Tori | 2.º puesto: Cara Maria; 3er puesto: Tori |

### Progreso del Juego
| Jordan     |     | GANA   | SEGURO | SEGURO | SEGURO |  | SEGURO |  | SEGURO |  | PRES   |  | XX     |  | XX     |  | XX     |  | GANA   |  | ELIM |  | GANA   | SEGURO | SEGURO |  | GANADOR |  |  |  |  |  |  |
| Derrick K. |     | GANA   | SEGURO | SEGURO | SEGURO |  | GANA   |  | SEGURO |  | XX     |  | SEGURO |  | SEGURO |  | SEGURO |  | XX     |  | PRES |  | SEGURO |        | GANA   |  | SEGUNDO |  |  |  |  |  |  |
| CT         | N/A | N/A    | N/A    | N/A    | N/A    |  | GANA   |  | GANA   |  | GANA   |  | GANA   |  | SEGURO |  | GANA   |  | ELIM   |  |      |  | GANA   | SEGURO | SEGURO |  | TERCERO |  |  |  |  |  |  |
| Hunter     |     | GANA   | SEGURO | SEGURO | SEGURO |  | SEGURO |  | GANA   |  | SEGURO |  | PRES   |  | ELIM   |  | GANA   |  | PRES   |  | GANA |  | SEGURO |        | ELIM   |  |         |  |  |  |  |  |  |
| Tony       |     | SEGURO |        | SEGURO | SEGURO |  | SEGURO |  | ELIM   |  | SEGURO |  | SEGURO |  | GANA   |  | PRES   |  | GANA   |  | XX   |  | SEGURO |        | ELIM   |  |         |  |  |  |  |  |  |
| Bananas    |     | GANA   | SEGURO | SEGURO | SEGURO |  | GANA   |  | SEGURO |  | SEGURO |  | SEGURO |  | SEGURO |  | SEGURO |  | SEGURO |  | ELIM |  |        |        |        |  |         |  |  |  |  |  |  |
| Leroy      |     | SEGURO |        | GANA   | SEGURO |  | SEGURO |  | GANA   |  | SEGURO |  | GANA   |  | SEGURO |  | SEGURO |  | ELIM   |  |      |  |        |        |        |  |         |  |  |  |  |  |  |
| Dario      |     | SEGURO |        | GANA   | SEGURO |  | XX     |  | GANA   |  | SEGURO |  | SEGURO |  | SEGURO |  | ELIM   |  |        |  |      |  |        |        |        |  |         |  |  |  |  |  |  |
| Nelson     |     | SEGURO |        | GANA   | SEGURO |  | GANA   |  | XX     |  | GANA   |  | SEGURO |  | PRES   |  | DQ     |  |        |  |      |  |        |        |        |  |         |  |  |  |  |  |  |
| Cory       |     | SEGURO |        | SEGURO | GANA   |  | PRES   |  | GANA   |  | SEGURO |  | ELIM   |  |        |  |        |  |        |  |      |  |        |        |        |  |         |  |  |  |  |  |  |
| Ammo       |     | SEGURO |        | GANA   | SEGURO |  | SEGURO |  | PRES   |  | ELIM   |  |        |  |        |  |        |  |        |  |      |  |        |        |        |  |         |  |  |  |  |  |  |
| Derrick H. |     | SEGURO |        | GANA   | SEGURO |  | ELIM   |  |        |  |        |  |        |  |        |  |        |  |        |  |      |  |        |        |        |  |         |  |  |  |  |  |  |
| Darrell    |     | SEGURO |        | SEGURO | ELIM   |  |        |  |        |  |        |  |        |  |        |  |        |  |        |  |      |  |        |        |        |  |         |  |  |  |  |  |  |
| Shane      |     | SEGURO |        | SEGURO | ELIM   |  |        |  |        |  |        |  |        |  |        |  |        |  |        |  |      |  |        |        |        |  |         |  |  |  |  |  |  |
| Devin      |     | SEGURO |        | SEGURO | ELIM   |  |        |  |        |  |        |  |        |  |        |  |        |  |        |  |      |  |        |        |        |  |         |  |  |  |  |  |  |

| Camila     |      | GANA   | SEGURA | SEGURA | SEGURA |  | GANA   |  | SEGURA |  | SEGURA |  | GANA   |  | GANA   |  | GANA   |  | PRES   |  | PRES   |  | SEGURA |        | GANA   |  | GANADORA |  |  |  |  |  |  |
| Cara Maria |      | SEGURA |        | GANA   | SEGURA |  | GANA   |  | GANA   |  | GANA   |  | GANA   |  | SEGURA |  | SEGURA |  | ELIM   |  |        |  | GANA   | SEGURA | SEGURA |  | SEGUNDA  |  |  |  |  |  |  |
| Tori       |      | GANA   | SEGURA | SEGURA | SEGURA |  | GANA   |  | GANA   |  | PRES   |  | SEGURA |  | SEGURA |  | XX     |  | SEGURA |  | XX     |  | GANA   | SEGURA | SEGURA |  | TERCERA  |  |  |  |  |  |  |
| Jenna      |      | SEGURA |        | SEGURA | GANA   |  | SEGURA |  | ELIM   |  | SEGURA |  | SEGURA |  | XX     |  | SEGURA |  | XX     |  | GANA   |  | SEGURA |        | ELIM   |  |          |  |  |  |  |  |  |
| Kailah     |      | GANA   | SEGURA | SEGURA | SEGURA |  | SEGURA |  | PRES   |  | SEGURA |  | PRES   |  | SEGURA |  | GANA   |  | GANA   |  | SEGURA |  | SEGURA |        | ELIM   |  |          |  |  |  |  |  |  |
| Britni     |      | SEGURA |        | GANA   | SEGURA |  | PRES   |  | SEGURA |  | SEGURA |  | SEGURA |  | PRES   |  | SEGURA |  | GANA   |  | ELIM   |  |        |        |        |  |          |  |  |  |  |  |  |
| Veronica   |      | SEGURA |        | GANA   | SEGURA |  | XX     |  | GANA   |  | GANA   |  | SEGURA |  | SEGURA |  | PRES   |  | GANA   |  | ELIM   |  |        |        |        |  |          |  |  |  |  |  |  |
| Jemmye     |      | SEGURA |        | SEGURA | SEGURA |  | SEGURA |  | XX     |  | SEGURA |  | SEGURA |  | SEGURA |  | SEGURA |  | ELIM   |  |        |  |        |        |        |  |          |  |  |  |  |  |  |
| Aneesa     |      | GANA   | SEGURA | SEGURA | SEGURA |  | SEGURA |  | GANA   |  | XX     |  | ELIM   |  |        |  | ELIM   |  |        |  |        |  |        |        |        |  |          |  |  |  |  |  |  |
| Nicole     |      | SEGURA |        | GANA   | SEGURA |  | GANA   |  | SEGURA |  | SEGURA |  | XX     |  | ELIM   |  |        |  |        |  |        |  |        |        |        |  |          |  |  |  |  |  |  |
| Marie      |      | SEGURA |        | GANA   | SEGURA |  | SEGURA |  | GANA   |  | ELIM   |  |        |  |        |  |        |  |        |  |        |  |        |        |        |  |          |  |  |  |  |  |  |
| Briana     | N/A  | N/A    | N/A    | N/A    | N/A    |  | ELIM   |  |        |  |        |  |        |  |        |  |        |  |        |  |        |  |        |        |        |  |          |  |  |  |  |  |  |
| LaToya     |      | SEGURA |        | SEGURA | ELIM   |  |        |  |        |  |        |  |        |  |        |  |        |  |        |  |        |  |        |        |        |  |          |  |  |  |  |  |  |
| Amanda     |      | SEGURA |        | SEGURA | ELIM   |  |        |  |        |  |        |  |        |  |        |  |        |  |        |  |        |  |        |        |        |  |          |  |  |  |  |  |  |
| Simone     |      | SEGURA |        | SEGURA | ELIM   |  |        |  |        |  |        |  |        |  |        |  |        |  |        |  |        |  |        |        |        |  |          |  |  |  |  |  |  |
| Ashley     | DEJA | DEJA   |        |        |        |  |        |  |        |  |        |  |        |  |        |  |        |  |        |  |        |  |        |        |        |  |          |  |  |  |  |  |  |

Leyenda
     El concursante ganó el desafío final.
     El concursante no ganó el desafío final.
     El concursante ganó el desafío y estuvo a salvo de la eliminación.
     El concursante ganó seguridad y no tuvo que participar en el desafío.
     El concursante estaba protegido de ser eliminado por el ganador del desafío.
     El concursante no fue seleccionado para el Presidio.
     El concursante participó en el sorteo de doble cruz, pero no sacó la carta XX.
     El concursante sacó la tarjeta XX y votó a alguien en el Presidio.
     El concursante ganó en el Presidio.
     El concursante perdió en el Presidio.
     El concursante fue eliminado en el sitio del desafío.
     El concursante fue retirado de la competencia debido a una lesión / enfermedad.
     El concursante fue descalificado de la competencia debido a la violencia física.
     El concursante se retiró de la competencia.

## Casa de Redención
| Episodio | Episodio                      | Episodio                      | Ganador  | Ganador    | Perdedor | Perdedor   |
| #        | Juego de Redención            | Juego de Redención            | Ganador  | Ganador    | Perdedor | Perdedor   |
| -------- | ----------------------------- | ----------------------------- | -------- | ---------- | -------- | ---------- |
| 5        | Hombre al Agura               | Ronda de Clasificación        |          | Darrell    |          | Devin      |
| 5        | Hombre al Agura               | Ronda de Clasificación        |          | Amanda     |          | LaToya     |
| 5        | Hombre al Agura               | Ronda de Clasificación        |          | Tony       |          | Derrick H. |
| 5        | Hombre al Agura               | Ronda de Clasificación        |          | Jenna      |          | Briana     |
| 5        | Hombre al Agura               | Ronda Final                   |          | Tony       |          | Darrell    |
| 5        | Hombre al Agura               | Ronda Final                   |          | Jenna      |          | Amanda     |
| 10       | Verde con envidia             | Verde con envidia             |          | Hunter     |          | Cory       |
| 10       | Verde con envidia             | Verde con envidia             |          | Aneesa     |          | Nicole     |
| 10       | Verde con envidia             | Verde con envidia             | Marie    | Aneesa     |          |            |
| 15       | El Desafío Final de Redención | El Desafío Final de Redención |          |            |          |            |
| 15       | El Desafío Final de Redención | El Desafío Final de Redención |          | Cara Maria |          | Britni     |
| 15       | El Desafío Final de Redención | El Desafío Final de Redención | Veronica | Cara Maria |          |            |
| 15       | El Desafío Final de Redención | El Desafío Final de Redención | Jemmye   | Cara Maria |          |            |
| 15       | El Desafío Final de Redención | El Desafío Final de Redención | Aneesa   | Cara Maria |          |            |
| 15       | El Desafío Final de Redención | El Desafío Final de Redención |          | CT         |          | Bananas    |
| 15       | El Desafío Final de Redención | El Desafío Final de Redención | Leroy    | CT         |          |            |
| 15       | El Desafío Final de Redención | El Desafío Final de Redención |          | Jordan     |          | Dario      |

### Progreso de Redención
| Hombres    | Episodios              | Episodios              | Episodios              | Episodios   | Episodios   | Episodios   | Episodios   | Episodios   | Episodios   | Episodios   |  |
| Hombres    | 5                      | 5                      | 5                      | 5           | 5           | 10          | 10          | 10          | 15          | 15          |  |
| Hombres    | Ronda de Clasificación | Ronda de Clasificación | Ronda de Clasificación | Ronda Final | Ronda Final | Ronda Final | Ronda Final | Ronda Final | Ronda Final | Ronda Final |  |
| ---------- | ---------------------- | ---------------------- | ---------------------- | ----------- | ----------- | ----------- | ----------- | ----------- | ----------- | ----------- |  |
| CT         |                        |                        |                        |             |             |             |             |             |             | GANA        |  |
| Jordan     |                        |                        |                        |             |             |             |             |             |             | GANA        |  |
| Bananas    |                        |                        |                        |             |             |             |             |             |             | ELIM        |  |
| Leroy      |                        |                        |                        |             |             |             |             |             |             | ELIM        |  |
| Dario      |                        |                        |                        |             |             |             |             |             |             | ELIM        |  |
| Hunter     |                        |                        |                        |             |             |             | GANA        |             |             |             |  |
| Cory       |                        |                        |                        |             |             |             | ELIM        |             |             |             |  |
| Ammo       |                        |                        |                        |             |             | ABAN        | ABAN        |             |             |             |  |
| Tony       |                        | SEGURO                 | GANA                   | GANA        |             |             |             |             |             |             |  |
| Darrell    |                        | GANA                   | SEGURO                 | ELIM        |             |             |             |             |             |             |  |
| Derrick H. |                        | SEGURO                 | ELIM                   |             |             |             |             |             |             |             |  |
| Devin      |                        | ELIM                   |                        |             |             |             |             |             |             |             |  |
| Shane      | DQ                     | DQ                     |                        |             |             |             |             |             |             |             |  |

| Mujeres    | Episodios              | Episodios              | Episodios              | Episodios   | Episodios   | Episodios   | Episodios   | Episodios   | Episodios   | Episodios |  |
| Mujeres    | 5                      | 5                      | 5                      | 5           | 5           | 10          | 10          | 15          | 15          |           |  |
| Mujeres    | Ronda de Clasificación | Ronda de Clasificación | Ronda de Clasificación | Ronda Final | Ronda Final | Ronda Final | Ronda Final | Ronda Final | Ronda Final |           |  |
| ---------- | ---------------------- | ---------------------- | ---------------------- | ----------- | ----------- | ----------- | ----------- | ----------- | ----------- | --------- |  |
| Cara Maria |                        |                        |                        |             |             |             |             |             | GANA        |           |  |
| Britni     |                        |                        |                        |             |             |             |             |             | ELIM        |           |  |
| Veronica   |                        |                        |                        |             |             |             |             |             | ELIM        |           |  |
| Jemmye     |                        |                        |                        |             |             |             |             |             | ELIM        |           |  |
| Aneesa     |                        |                        |                        |             |             |             | GANA        |             | ELIM        |           |  |
| Nicole     |                        |                        |                        |             |             |             | ELIM        |             |             |           |  |
| Marie      |                        |                        |                        |             |             |             | ELIM        |             |             |           |  |
| Jenna      |                        | SEGURA                 | GANA                   | GANA        |             |             |             |             |             |           |  |
| Amanda     |                        | GANA                   | SEGURA                 | ELIM        |             |             |             |             |             |           |  |
| Briana     |                        | SEGURA                 | ELIM                   |             |             |             |             |             |             |           |  |
| LaToya     |                        | ELIM                   |                        |             |             |             |             |             |             |           |  |
| Simone     | DQ                     | DQ                     |                        |             |             |             |             |             |             |           |  |

Leyenda
     El concursante ganó la competencia de Redención y regresó al juego real.
     El concursante perdió la partida de Redención y fue eliminado permanentemente de la competencia.
     El concursante se retiró de la competencia debido a una lesión/enfermedad.
     El concursante fue descalificado de la competencia debido a un comportamiento violento.

## Progreso de Votación
| Votado para el Presidio       | Simone Amanda LaToya elegidas por Jenna para eliminarlas | Cory 6/8 votos               | Kailah 10/10 votos       | Jordan 4/4 votos            | Aneesa 4/4 votos          | Nicole 2/2 votos          | Dario 3/4 votos         | CT 5/5 votos para eliminar         | Empate                        | Leroy 3/5 votos               | Jordan 2/2 votes para eliminar   | Camila 2 of 2 votos      |
| Votado para el Presidio       | Simone Amanda LaToya elegidas por Jenna para eliminarlas | Briana 8/8 votos             | Ammo 9/10 votos          | Marie 4/4 votos             | Cory 4/4 votos            | Nelson 2/2 votos          | Veronica 3/4 votos      | CT 5/5 votos para eliminar         | Jemmye 4/5 votos              | Jemmye 4/5 votos              | Jordan 2/2 votes para eliminar   | Derrick K. 2/2 votos     |
| Traicionado por el Titular XX | Devin Shane Darrell elegidos por Cory para eliminarlos   | Derrick H. elegido por Dario | Jenna elegida por Jemmye | Ammo elegido por Derrick K. | Kailah elegida por Nicole | Britni elegida por Jenna  | Tony elegido por Jordan | Cara Maria 5/5 votos para eliminar | Hunter elegido por Derrick K. | Hunter elegido por Derrick K. | Veronica 2/2 votos para eliminar | Britni elegida por Tori  |
| Traicionado por el Titular XX | Devin Shane Darrell elegidos por Cory para eliminarlos   | Britni elegida por Veronica  | Tony elegido por Nelson  | Tori elegida por Aneesa     | Hunter elegido por Jordan | Hunter elegido por Jordan | Aneesa elegido por Tori | Cara Maria 5/5 votos para eliminar | Camila elegido por Jenna      | Camila elegido por Jenna      | Veronica 2/2 votos para eliminar | Bananas elegido por Tony |
| Jugadores                     | Episodios                                                | Episodios                    | Episodios                | Episodios                   | Episodios                 | Episodios                 | Episodios               | Episodios                          | Episodios                     | Episodios                     | Episodios                        | Episodios                |
| Jugadores                     | 1                                                        | 2/3                          | 3/4                      | 6                           | 7                         | 8/9                       | 11/12                   | 12/13                              | 12/13                         | 12/13                         | 14                               | 14                       |
| Jordan                        |                                                          |                              |                          |                             |                           |                           |                         | Cara Maria                         | Jemmye                        | Jemmye                        |                                  |                          |
| Jordan                        | CT                                                       | Hunter                       | Hunter                   |                             |                           |                           |                         |                                    |                               |                               |                                  |                          |
| Camila                        |                                                          | Briana                       |                          |                             | Aneesa                    | Nicole                    | Veronica                |                                    |                               |                               |                                  |                          |
| Camila                        | Hunter                                                   | Cory                         | Nelson                   | Dario                       |                           |                           |                         |                                    |                               |                               |                                  |                          |
| Cara Maria                    |                                                          | Briana                       | Kailah                   | Marie                       | Aneesa                    |                           |                         |                                    |                               |                               |                                  |                          |
| Cara Maria                    | Cory                                                     | Ammo                         | Jordan                   | Cory                        |                           |                           |                         |                                    |                               |                               |                                  |                          |
| Derrick K.                    |                                                          | Briana                       |                          |                             |                           |                           |                         |                                    |                               |                               |                                  |                          |
| Derrick K.                    | Cory                                                     |                              |                          |                             |                           |                           |                         |                                    |                               |                               |                                  |                          |
| Tori                          |                                                          | Briana                       | Kailah                   |                             |                           |                           |                         |                                    |                               |                               |                                  |                          |
| Tori                          | Cory                                                     | Ammo                         |                          |                             |                           |                           |                         |                                    |                               |                               |                                  |                          |
| CT                            | N/A                                                      | Briana                       | Kailah                   | Marie                       | Aneesa                    |                           | Veronica                |                                    |                               |                               |                                  |                          |
| CT                            | N/A                                                      | Cory                         | Ammo                     | Jordan                      | Cory                      | Dario                     |                         |                                    |                               |                               |                                  |                          |
| Jenna                         | Simone Amanda LaToya                                     |                              |                          |                             |                           |                           |                         |                                    |                               |                               | Veronica                         | Camila                   |
| Jenna                         | Simone Amanda LaToya                                     | Jordan                       | Derrick K.               |                             |                           |                           |                         |                                    |                               |                               |                                  |                          |
| Kailah                        |                                                          |                              |                          |                             |                           |                           | Veronica                | Cara Maria                         | Jemmye                        | Jemmye                        |                                  |                          |
| Kailah                        | Dario                                                    | CT                           | Hunter                   | Hunter                      |                           |                           |                         |                                    |                               |                               |                                  |                          |
| Hunter                        |                                                          |                              | Kailah                   |                             |                           |                           | Jemmye                  |                                    |                               |                               | Veronica                         | Camila                   |
| Hunter                        | Ammo                                                     | Jordan                       | Jordan                   | Derrick K.                  |                           |                           |                         |                                    |                               |                               |                                  |                          |
| Tony                          |                                                          |                              |                          |                             |                           | Nicole                    |                         | Cara Maria                         | Jemmye                        | Jemmye                        |                                  |                          |
| Tony                          | Nelson                                                   | CT                           | Derrick K.               | Leroy                       |                           |                           |                         |                                    |                               |                               |                                  |                          |
| Bananas                       |                                                          | Briana                       |                          |                             |                           |                           |                         |                                    |                               |                               |                                  |                          |
| Bananas                       | Cory                                                     |                              |                          |                             |                           |                           |                         |                                    |                               |                               |                                  |                          |
| Britni                        |                                                          |                              |                          |                             |                           |                           |                         | Cara Maria                         | Jenna                         | Jenna                         |                                  |                          |
| Britni                        | CT                                                       | Leroy                        | Leroy                    |                             |                           |                           |                         |                                    |                               |                               |                                  |                          |
| Veronica                      |                                                          |                              | Kailah                   | Marie                       |                           |                           |                         | Cara Maria                         | Jemmye                        | Jemmye                        |                                  |                          |
| Veronica                      | Ammo                                                     | Jordan                       | CT                       | Leroy                       | Leroy                     |                           |                         |                                    |                               |                               |                                  |                          |
| Jemmye                        |                                                          |                              |                          |                             |                           |                           |                         |                                    |                               |                               |                                  |                          |
| Leroy                         |                                                          |                              | Kailah                   |                             | Aneesa                    |                           |                         |                                    |                               |                               |                                  |                          |
| Leroy                         | Ammo                                                     | Cory                         |                          |                             |                           |                           |                         |                                    |                               |                               |                                  |                          |
| Aneesa                        |                                                          |                              | Kailah                   |                             |                           |                           |                         |                                    |                               |                               |                                  |                          |
| Aneesa                        | Ammo                                                     |                              |                          |                             |                           |                           |                         |                                    |                               |                               |                                  |                          |
| Dario                         |                                                          |                              | Kailah                   |                             |                           |                           |                         |                                    |                               |                               |                                  |                          |
| Dario                         | Ammo                                                     |                              |                          |                             |                           |                           |                         |                                    |                               |                               |                                  |                          |
| Nelson                        |                                                          | Briana                       |                          | Marie                       |                           |                           |                         |                                    |                               |                               |                                  |                          |
| Nelson                        | Ammo                                                     | Jordan                       |                          |                             |                           |                           |                         |                                    |                               |                               |                                  |                          |
| Nicole                        |                                                          | Briana                       |                          |                             |                           |                           |                         |                                    |                               |                               |                                  |                          |
| Nicole                        | Cory                                                     |                              |                          |                             |                           |                           |                         |                                    |                               |                               |                                  |                          |
| Cory                          | Devin Shane Darrell                                      |                              | Kailah                   |                             |                           |                           |                         |                                    |                               |                               |                                  |                          |
| Cory                          | Devin Shane Darrell                                      | Bananas                      |                          |                             |                           |                           |                         |                                    |                               |                               |                                  |                          |
| Marie                         |                                                          |                              | Kailah                   |                             |                           |                           |                         |                                    |                               |                               |                                  |                          |
| Marie                         | Ammo                                                     |                              |                          |                             |                           |                           |                         |                                    |                               |                               |                                  |                          |
| Ammo                          |                                                          |                              |                          |                             |                           |                           |                         |                                    |                               |                               |                                  |                          |
| Briana                        | N/A                                                      |                              |                          |                             |                           |                           |                         |                                    |                               |                               |                                  |                          |
| Derrick H.                    |                                                          |                              |                          |                             |                           |                           |                         |                                    |                               |                               |                                  |                          |
| Darrell                       |                                                          |                              |                          |                             |                           |                           |                         |                                    |                               |                               |                                  |                          |
| LaToya                        |                                                          |                              |                          |                             |                           |                           |                         |                                    |                               |                               |                                  |                          |
| Shane                         |                                                          |                              |                          |                             |                           |                           |                         |                                    |                               |                               |                                  |                          |
| Amanda                        |                                                          |                              |                          |                             |                           |                           |                         |                                    |                               |                               |                                  |                          |
| Devin                         |                                                          |                              |                          |                             |                           |                           |                         |                                    |                               |                               |                                  |                          |
| Simone                        |                                                          |                              |                          |                             |                           |                           |                         |                                    |                               |                               |                                  |                          |
| Ashley                        |                                                          |                              |                          |                             |                           |                           |                         |                                    |                               |                               |                                  |                          |

## Tipos de Desafíos
- Negrita indica capitanes de equipos

### Desafíos en equipo
| Equipo Azul | Equipo Azul | Equipo Azul | Equipo Azul | Equipo Rosa | Equipo Rosa | Equipo Rosa | Equipo Rosa |
|             | Ammo        |             | Leroy       |             | Amanda      |             | Jenna       |
|             | Britni      |             | Marie       |             | Cory        |             | LaToya      |
|             | Cara Maria  |             | Nelson      |             | Darrell     |             | Shane       |
|             | Dario       |             | Nicole      |             | Devin       |             | Simone      |
|             | Derrick H.  |             | Veronica    |             | Jemmye      |             | Tony        |

| Equipo Verde | Equipo Verde | Equipo Verde | Equipo Verde | Equipo Azul | Equipo Azul | Equipo Azul | Equipo Azul |
|              | Aneesa       |              | Hunter       |             | Bananas     |             | Jenna       |
|              | Cara Maria   |              | Leroy        |             | Britni      |             | Jordan      |
|              | Cory         |              | Marie        |             | Camila      |             | Kailah      |
|              | CT           |              | Tori         |             | Derrick K.  |             | Nelson      |
|              | Dario        |              | Veronica     |             | Jemmye      |             | Tony        |

| Equipo Verde | Equipo Verde | Equipo Azul Claro | Equipo Azul Claro | Equipo Azul Oscuro | Equipo Azul Oscuro | Equipo Rojo | Equipo Rojo | Equipo Rosa | Equipo Rosa |
|              | Aneesa       |                   | Bananas           |                    | Camila             |             | Derrick K.  |             | Dario       |
|              | Britni       |                   | Hunter            |                    | Cara Maria         |             | Jenna       |             | Jemmye      |
|              | Cory         |                   | Kailah            |                    | CT                 |             | Jordan      |             | Tony        |
|              | Nelson       |                   | Nicole            |                    | Leroy              |             | Tori        |             | Veronica    |

| Equipo Azul Oscuro | Equipo Azul Oscuro | Equipo Verde | Equipo Verde | Equipo Rosa | Equipo Rosa | Equipo Azul Claro | Equipo Azul Claro |
|                    | Camila             |              | Britni       |             | Aneesa      |                   | Cara Maria        |
|                    | CT                 |              | Jordan       |             | Bananas     |                   | Jemmye            |
|                    | Hunter             |              | Tori         |             | Derrick K.  |                   | Leroy             |
|                    | Kailah             |              | Tony         |             | Jenna       |                   | Nelson            |

| Equipo Verde | Equipo Verde | Equipo Rosa | Equipo Rosa | Equipo Azul Claro | Equipo Azul Claro |
|              | Britni       |             | Camila      |                   | Bananas           |
|              | Jordan       |             | CT          |                   | Cara Maria        |
|              | Kailah       |             | Derrick K.  |                   | Hunter            |
|              | Tony         |             | Leroy       |                   | Jemmye            |
|              | Veronica     |             | Tori        |                   | Jenna             |

|  | Bananas & Jenna     |
|  | Tony & Tori         |
|  | Jordan & Kailah     |
|  | Cara Maria & CT     |
|  | Camila & Leroy      |
|  | Aneesa & Derrick K. |
|  | Hunter & Marie      |
|  | Nelson & Veronica   |
|  | Dario & Nicole      |
|  | Britni & Cory       |
|  | Ammo & Jemmye       |

|  | CT & Cara Maria     |
|  | Derrick K. & Camila |
|  | Hunter & Kailah     |
|  | Jordan & Tori       |
|  | Tony & Jenna        |

|  | Bananas & Jenna     |
|  | Tony & Tori         |
|  | Jordan & Kailah     |
|  | Cara Maria & CT     |
|  | Camila & Leroy      |
|  | Aneesa & Derrick K. |
|  | Hunter & Marie      |
|  | Nelson & Veronica   |
|  | Dario & Nicole      |
|  | Britni & Cory       |
|  | Ammo & Jemmye       |

|  | CT & Cara Maria     |
|  | Derrick K. & Camila |
|  | Hunter & Kailah     |
|  | Jordan & Tori       |
|  | Tony & Jenna        |

## Episodios
| N.º (total) | N.º (temp.) | Título                               | Estreno Original         | Audiencia en Estados Unidos (en millones) |
| ----------- | ----------- | ------------------------------------ | ------------------------ | ----------------------------------------- |
| 372         | 1           | «Treinta sinvergüenzas podridos»     | 18 de julio de 2017      | 0.84                                      |
| 373         | 2           | «¡Disparos!»                         | 25 de julio de 2017      | 0.82                                      |
| 374         | 3           | «Orgullo antes de la caída»          | 1 de agosto de 2017      | 0.84                                      |
| 375         | 4           | «Obras sucias»                       | 8 de agosto de 2017      | 0.93                                      |
| 376         | 5           | «Camino a la redención»              | 15 de agosto de 2017     | 0.88                                      |
| 377         | 6           | «¡YAAAASS, Botín!»                   | 22 de agosto de 2017     | 0.83                                      |
| 378         | 7           | «Tobillo aweigh»                     | 29 de agosto de 2017     | 0.81                                      |
| 379         | 8           | «Secretos sucios»                    | 5 de septiembre de 2017  | 0.83                                      |
| 380         | 9           | «Alborotos»                          | 12 de septiembre de 2017 | 0.65                                      |
| 381         | 10          | «Adivina quien viene a cenar»        | 19 de septiembre de 2017 | 0.83                                      |
| 382         | 11          | «El corazón es un cazador solitario» | 26 de septiembre de 2017 | 0.74                                      |
| 383         | 12          | «En caja»                            | 3 de octubre de 2017     | 0.91                                      |
| 384         | 13          | «Siente la quemadura»                | 10 de octubre de 2017    | 0.81                                      |
| 385         | 14          | «Bastantes pocos traicioneros»       | 17 de octubre de 2017    | 0.77                                      |
| 386         | 15          | «Un millón de razones más»           | 24 de octubre de 2017    | 0.76                                      |
| 387         | 16          | «Los seis siniestros»                | 31 de octubre de 2017    | 0.64                                      |
| 388         | 17          | «Uno en un millón»                   | 7 de noviembre de 2017   | 0.71                                      |

### Reunion Especial
El especial / final de la reunión de dos partes se transmitió el 14 y 21 de noviembre de 2017 y fue presentado por el luchador profesional de la WWE, participante de The Real World: Back to New York y el ex campeón del The Challenge Mike "The Miz" Mizanin. El presentador TJ Lavin y cada miembro del reparto, a excepción de Camila y LaToya, asistieron al Capitale en Nueva York. Un especial de La Suciedad Final que se muestra detrás de escena en la reunión y la fiesta posterior a la reunión transmitida el 28 de noviembre de 2017.

## Controversia
Después de ganar el desafío diario en el episodio 8, la integrante del reparto Camila Nakagawa escuchó a Leroy Garrett mencionar su nombre a otros concursantes. Estando intoxicada Nakagawa enfrentó enojada a Garrett y comenzó a atacarlo verbalmente, usando insultos raciales. Después de que se emitió el episodio, Nakagawa publicó una disculpa en sus redes sociales. El incidente fue discutido más tarde en un especial de MTV que siguió llamado Race in America: An MTV Discussion presentado por Nessa.